# Aqituwula
Aqituwula (kinesiska: 阿其图乌拉, 阿其图乌拉苏木) är en socken i Kina. Den ligger i den autonoma regionen Inre Mongoliet, i den norra delen av landet, omkring 310 kilometer nordost om regionhuvudstaden Hohhot.
Genomsnittlig årsnederbörd är 331 millimeter. Den regnigaste månaden är juli, med i genomsnitt 78 mm nederbörd, och den torraste är januari, med 3 mm nederbörd.